# Кортни Кейн
Кортни Кейн (англ. Kortney Kane, настоящее имя — Hannah Kingry, род. 31 июля 1986 года, Колумбия, Южная Каролина, США) — американская порноактриса.

## Биография
Кортни Кейн, настоящее имя — Ханна Кингри, родилась в июле 1986 года в Колумбии, округ Ричленд, Южная Каролина, США. Она работала в стриптиз-клубе, где и познакомилась с Кармен Харт, которая помогла ей попасть в порноиндустрию.
Начинает сниматься в хардкор-порно в 2010 году, в возрасте 24 лет.
Снималась для таких студий, как Brazzers, Penthouse, Wicked Pictures, Adam & Eve, Zero Tolerance, Naughty America, Reality Kings, Evil Angel, Elegant Angel и Private.
В 2012 году была номинирована на XBIZ Awards в категории «Лучшая новая актриса».
В 2013 году была представлена на премии AVN Awards в номинации «Непризнанная актриса года».
В октябре 2013 года была выбрана в качестве Penthouse Pet журналом «Пентхаус».
Снялась в качестве актрисы более чем в 170 фильмах.

## Награды и номинации

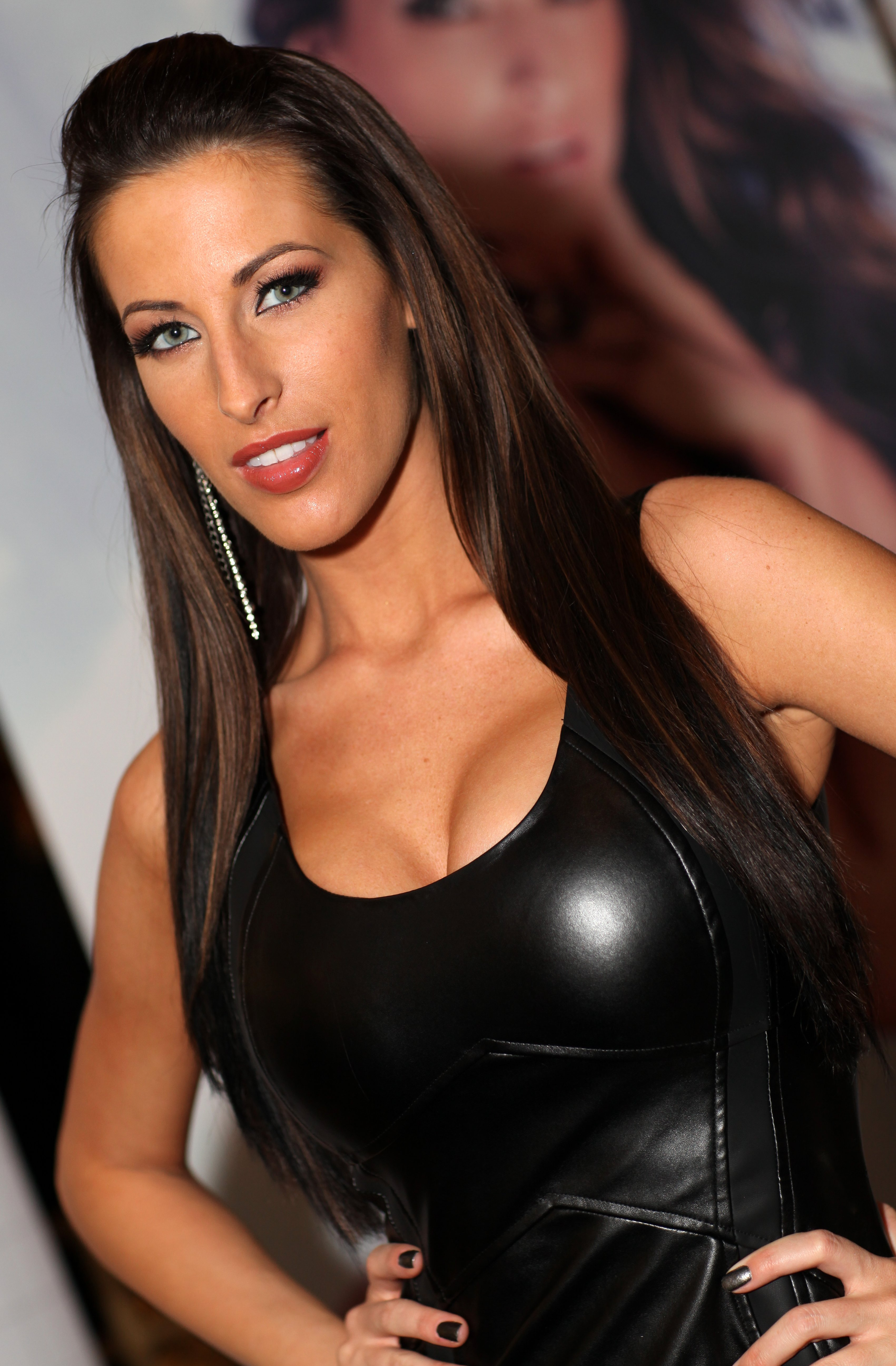
Кортни Кейн на AVN Expo, Лас-Вегасе, 2013 год

| Год  | Церемония      | Результат | Номинация                               | Работа                   |
| ---- | -------------- | --------- | --------------------------------------- | ------------------------ |
| 2012 | AVN Awards     | Номинация | Лучшее тело                             | н/д                      |
| 2012 | Nightmoves     | Номинация | Лучшая фигура в целом                   | н/д                      |
| 2012 | Juliland Award | Победа    | Новичок года                            | н/д                      |
| 2012 | XBIZ Awards    | Номинация | Лучшая новая старлетка                  | н/д                      |
| 2013 | AVN Awards     | Номинация | Непризнанная актриса года               | н/д                      |
| 2013 | AVN Awards     | Номинация | Лучший сайт актрисы                     | KortneyKane.com          |
| 2013 | Sex Awards     | Номинация | Лучшее тело в порно                     | н/д                      |
| 2013 | Sex Awards     | Номинация | Самая сексуальная взрослая звезда       | н/д                      |
| 2013 | The Fannys     | Номинация | Самые недооцененная звезда              | н/д                      |
| 2013 | XBIZ Awards    | Номинация | Лучшая сцена в видеоролике              | Tonight’s Girlfriend 7   |
| 2013 | XBIZ Awards    | Номинация | Веб-сайт года                           | KortneyKane.com          |
| 2013 | XRCO Award     | Номинация | Невоспетая сирена года                  | н/д                      |
| 2015 | AVN Awards     | Номинация | Приз зрительских симпатий: лучшая грудь | н/д                      |
| 2015 | XBIZ Awards    | Номинация | Лучшая сцена в видеоролике              | Pornstars Like It Big 18 |